# 16 fructidor
16 thermidor 16 jour complémentaire
Le sextidi 16 fructidor, officiellement dénommé jour du citron, est le 346e jour de l'année du calendrier républicain.
C'était généralement le 2e jour du mois de septembre dans le calendrier grégorien.